# Partido Comunista de la Unión Soviética
El Partido Comunista de la Unión Soviética (PCUS; en ruso: Коммунистическая партия Советского Союза, Kommunistíchieskaya pártiya Soviétskogo Soyuza; abreviado como КПСС, KPSS) fue el único partido político legal de la Unión Soviética y una de las mayores organizaciones comunistas en el mundo. Perdió su dominio a raíz del fallido intento de golpe de Estado de agosto de 1991 comandado por un grupo de miembros de la llamada línea dura.
Emergió de la facción bolchevique del Partido Obrero Socialdemócrata de Rusia, del cual se escindió bajo el liderazgo de Vladímir Lenin y encabezó la Revolución de Octubre de 1917 que derrocó al Gobierno Provisional Ruso y estableció el primer Estado socialista del mundo (la RSFS de Rusia). Debido a su papel central en la Constitución de la Unión Soviética, el Partido controló todos los órdenes de gobierno en la Unión Soviética y no toleró ninguna oposición. Su organización estaba subdividida en los partidos comunistas de las repúblicas constitutivas soviéticas, así como en el Komsomol, la organización juvenil de masas. El partido también fue la fuerza impulsora de la Tercera Internacional. 
Dejó de existir tras el intento de golpe de Estado en 1991 y fue sucedido por el Partido Comunista de la Federación Rusa (PCFR), segunda fuerza política en Rusia, y por los partidos comunistas de las ahora independientes exrepúblicas soviéticas.
El PCUS era un partido comunista, organizado sobre la base del centralismo democrático. Este principio, concebido por Lenin, implica una discusión democrática y abierta de las cuestiones políticas dentro del partido, seguido del requisito de la unidad total en la defensa de las políticas acordadas. El órgano supremo dentro del PCUS fue el Congreso del Partido, que se reunía cada cinco años. Cuando el Congreso no estaba en sesión, el Comité Central era el máximo organismo. Debido a que el Comité Central se reunía dos veces al año, la mayoría de los deberes y responsabilidades cotidianas correspondían al Politburó (anteriormente el Presidium), la Secretaría y el Orgburó (hasta 1952). El líder del partido era el jefe de Estado y ocupaba el cargo de secretario general, primer ministro o presidente del Presídium, o algunas de las tres oficinas simultáneamente, pero nunca las tres al mismo tiempo. El líder del partido era el presidente de facto del Buró Político del PCUS y el director ejecutivo de la Unión Soviética. La tensión entre el partido y el Estado (Consejo de Ministros de la Unión Soviética) por el cambio de enfoque del poder nunca se resolvió formalmente, pero en realidad el partido dominó y siempre existió un líder supremo (primero Lenin y luego el secretario general).

Un barrio en la bahía Kozhújovski del río Moscova con un gran cartel que promueve el Partido Comunista de la Unión Soviética en Moscú, 1975

Después de la fundación de la Unión Soviética en 1922, Lenin introdujo una economía mixta, comúnmente conocida como la Nueva Política Económica, que permitió que las prácticas capitalistas se reanudaran bajo el dictado del Partido Comunista para desarrollar las condiciones necesarias para que el socialismo se convirtiera en la búsqueda práctica en un país económicamente subdesarrollado. En 1929, cuando Iósif Stalin se convirtió en el líder del partido, el marxismo-leninismo, una fusión de las ideas originales del filósofo y teórico económico alemán Karl Marx, y Lenin, se formalizó como la ideología guía del partido y permanecería así durante el resto de su existencia. El partido persiguió el socialismo de Estado, bajo el cual todas las industrias fueron nacionalizadas y se implementó una economía de mando. Después de recuperarse de la Segunda Guerra Mundial, se implementaron reformas que descentralizaron la planificación económica y liberalizaron la sociedad soviética en general bajo Nikita Jrushchov. Para 1980, varios factores, incluida la continua Guerra Fría, la carrera armamentista en curso con los Estados Unidos y otras potencias de Europa occidental y las ineficiencias sin resolver en la economía, llevaron a un crecimiento económico muy reducido bajo Alekséi Kosyguin, y más aún con Leonid Brézhnev y un crecimiento de desilusión. Después de que Mijaíl Gorbachov asumiera el liderazgo en 1985 (siguiendo a dos líderes que murieron rápidamente en sucesión), se tomaron medidas rápidas para transformar el tambaleante sistema económico soviético en una auténtica economía de mercado. Gorbachov y sus aliados imaginaron la introducción de una economía similar a la Nueva Política Económica anterior de Lenin a través de un programa denominado perestroika, o reestructuración, pero sus reformas, junto con la institución de elecciones libres de candidatos múltiples condujeron a una disminución en el poder del partido, y después a la disolución de la Unión Soviética; el partido fue prohibido por el presidente de la RSFS de Rusia, Borís Yeltsin, que más tarde se convertiría en el primer presidente de la Federación de Rusia.

## Historia

### Orígenes y evolución del partido
En marzo de 1898, fue fundado el Partido Obrero Socialdemócrata de Rusia (POSDR) a partir de varios círculos socialdemócratas, así como muchos otros grupos marxistas, tras la celebración en Minsk de su I Congreso. Luego, como consecuencia de la separación entre la facción bolchevique (es decir, la mayoritaria) y la menchevique (minoritaria) en 1903, los bolcheviques constituyeron en enero de 1912 el «Partido Obrero Socialdemócrata de Rusia (bolchevique)».
Durante la Revolución de Octubre, los bolcheviques tomaron el poder político con la insurrección del 7 de noviembre de 1917, y en marzo de 1918 su Partido fue renombrado como Partido Comunista de Rusia (bolchevique). En 1925, con la Unión Soviética ya constituida, se convirtió en el «Partido Comunista de toda la Unión (bolchevique)». Finalmente, en 1952 se simplificó a «Partido Comunista de la Unión Soviética».

### Función como Partido gobernante en la Unión Soviética
Un año después de la fundación de la Unión Soviética, en 1923, el partido se convirtió oficialmente en el único partido legal. El Artículo 6 de la Constitución Soviética de 1977 afirmaba: 

«La fuerza dirigente y orientadora de la sociedad soviética y el núcleo de su sistema político, de las organizaciones estatales y sociales es el Partido Comunista de la Unión Soviética. El PCUS existe para el pueblo y sirve al pueblo.
Pertrechado con la doctrina marxista leninista el Partido Comunista determina la perspectiva general del desarrollo de la sociedad, la línea de la política interior y exterior de la URSS, dirige la gran actividad creadora del pueblo soviético e imprime un carácter sistemático y científicamente formulado a su lucha por el triunfo del comunismo.
Todas las organizaciones del partido actúan en el marco de la Constitución de la URSS.»

Bajo la fuerte presión de grupos opuestos al sistema de unipartidismo, en 1990 el Sóviet Supremo de la Unión Soviética aprobó una ley con una serie de enmiendas y adendas a la Constitución sustituyendo, entre otros cambios, la frase «la fuerza dirigente y orientadora» por la de «el Partido Comunista de la Unión Soviética y otros partidos políticos».

### Ilegalización y disolución

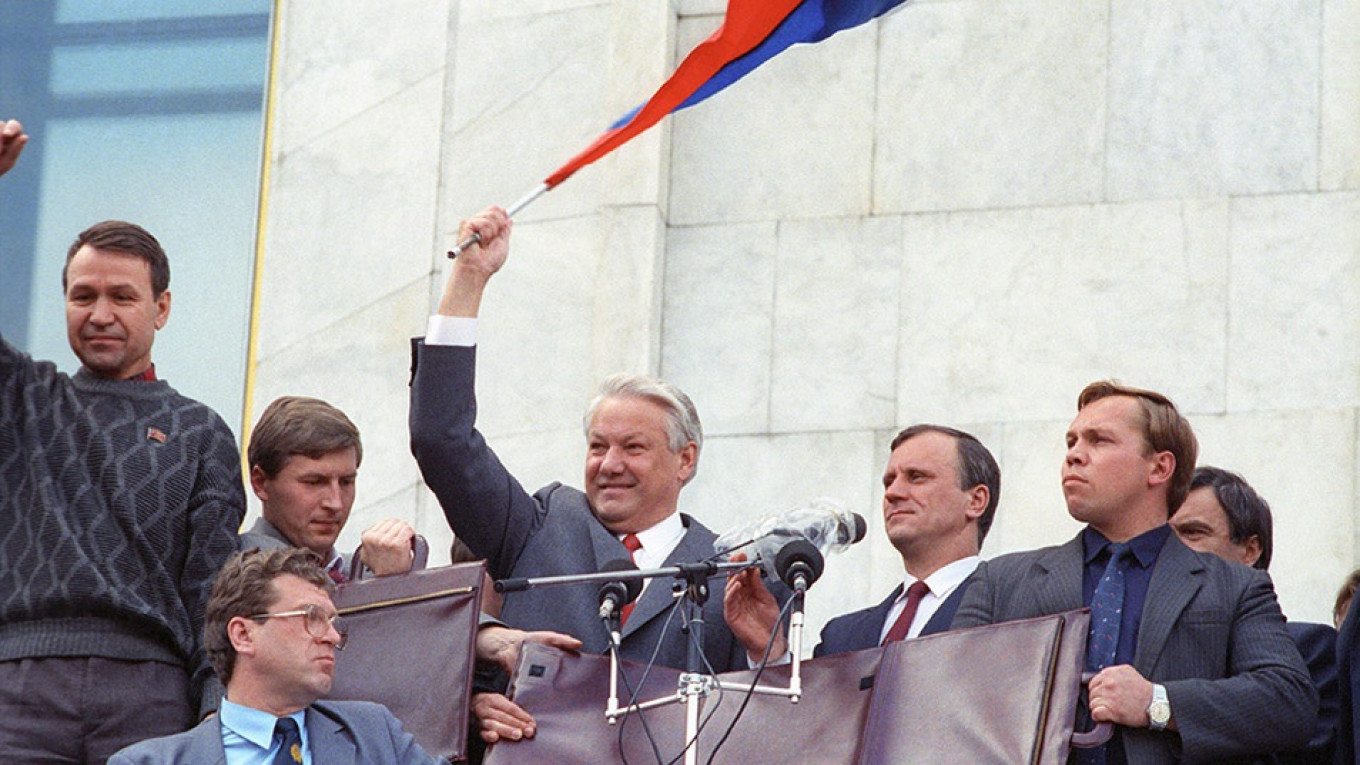
Borís Yeltsin celebrando la readopción de la bandera tricolor como símbolo del Estado ruso, el 22 de agosto de 1991.

Tras el fallido intento de golpe de Estado de agosto de 1991, los decretos del presidente de la RSFS de Rusia Borís Yeltsin suspendieron las actividades del partido en el territorio de la RSFSR y sus propiedades fueron confiscadas. Por el decreto del 6 de noviembre de 1991 la actividad del Partido Comunista de la Unión Soviética era cesada y su estructura organizativa era disuelta.
Tras la disolución de la Unión Soviética en 1991, en noviembre de 1992, el Tribunal Constitucional de la Federación de Rusia se pronunció sobre el "caso del PCUS". El tribunal consideró incompatible con la Constitución que el presidente Yeltsin forzara una investigación de los hechos de la actividad anticonstitucional del Partido Comunista Ruso y la nacionalización de las propiedades del PCUS. Fue reconocida constitucionalmente la suspensión de las actividades de los organismos y organizaciones del Partido Comunista Ruso y la disolución de las estructuras de gobierno del PCUS y el PCR, pero no las estructuras organizativas de las organizaciones primarias del Partido constituidas por el principio de territorialidad.

### Organizaciones sucesoras del PCUS

Símbolo del Partido Comunista de la Federación Rusa, segunda fuerza política del país.

Varias de las estructuras de organización del PCUS no reconocieron la legalidad de la prohibición y se negaron a cumplirla, pasando a actuar prácticamente en la clandestinidad.
El mayor de los herederos de las organizaciones del PCUS es el Unión de Partidos Comunistas - Partido Comunista de la Unión Soviética. Esta organización surge el 27 de marzo de 1993, cuando en el XXIX Congreso del PCUS celebrado en Moscú se anunció la conversión del PCUS en el UPC-PCUS. El líder de la organización desde 1993 hasta 2001 fue Oleg Shenin, un exmiembro del Comité Central del Komsomol.
Después de la muerte de Shenin, la organización quedó encabezada por el líder del Partido Comunista de la Federación Rusa (PCFR) Guennadi Ziugánov.
Además, durante la década de 1990 se crearon unos cuantos partidos más con el nombre del PCUS y del Partido Comunista de toda la Unión (bolchevique). Desde el 2 de junio de 2009, ninguno de los Partidos Comunistas de la Unión Soviética y Partidos Comunistas de la Unión están registrados en el Ministerio de Justicia de la Federación de Rusia.
La estructura organizativa del PCUS en Rusia se convirtió en la base para la creación del Partido Comunista de la Federación de Rusia.

## Estructura del PCUS

### Autoridades centrales
El órgano de gobierno del PCUS era el Congreso del Partido que originalmente era convocado anualmente, pero con el tiempo sus reuniones se hicieron menos frecuentes, especialmente durante el gobierno de Iósif Stalin. Durante los Congresos del Partido elegirían un Comité Central que, por su parte, elegiría un Politburó, el cual a su vez elegiría un Secretariado. Bajo Stalin, la posición de Secretario general, quien era elegido por el Politburó, se convirtió en la más poderosa en el partido. En 1953 el cargo de Secretario general (que entre 1952 y 1953 había sido abolido) se convirtió en Primer Secretario y el Politburó en Presidium antes de volver a sus antiguos nombres bajo el mandato de Leonid Brézhnev en 1966. Durante cada Congreso eran electos los miembros del Comité Central, el cual a su vez elegía durante sus sesiones (llamadas Plenos) a los miembros del Politburó, incluidos sus Secretarios. 

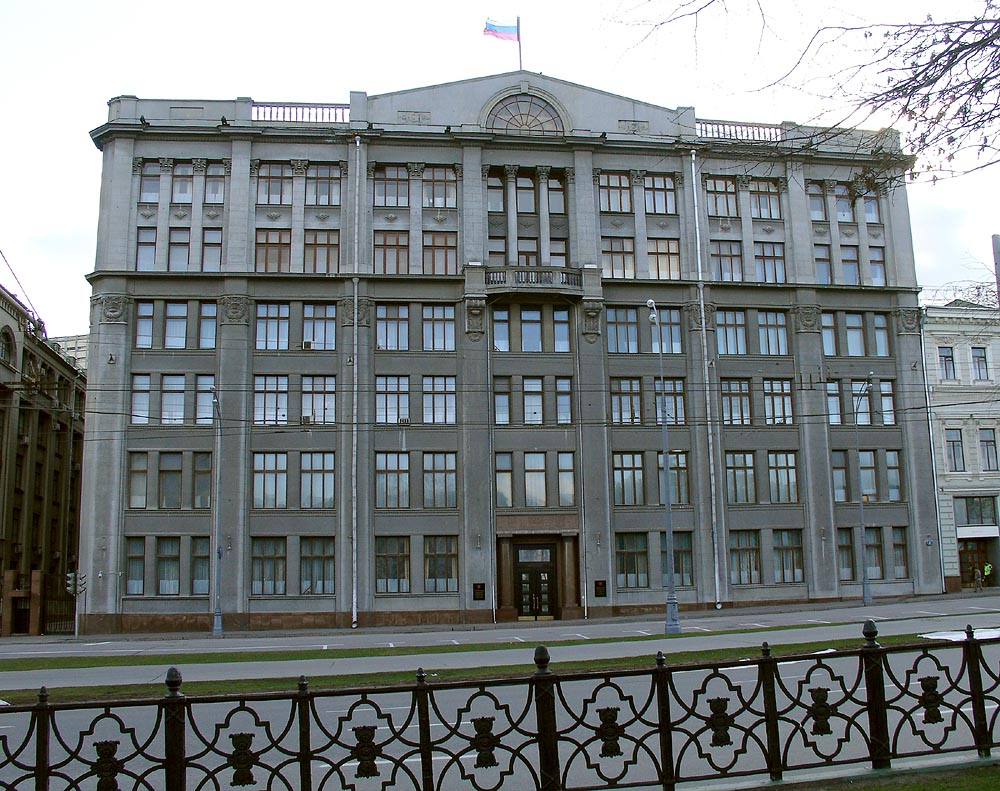
Antiguo edificio sede del Comité Central del Partido Comunista en la Plaza Stáraya, ahora una unidad de la Administración del Presidente de Rusia.

En los niveles inferiores, la organización jerárquica del partido era administrada por los Comités del Partido o partkóms (партком). El partkom era dirigido por el secretario del partkom (секретарь парткома) electo. En las empresas, instituciones, koljóses, etc., se los conocía como tal, es decir, "partkóms". En los niveles superiores el nombre de los Comités se abreviaba siguiendo la misma lógica: raikóms (райком) en el nivel raión, obkóms (обком) para los niveles de óblasts (conocido anteriormente como gubkóms (губком) para gubérniyas), gorkóms (горком) para el nivel de ciudad, etc. En el caso de estas organizaciones regionales del partido, se celebraban Conferencias donde se elegían a las autoridades locales del partido, de manera similar a los Congresos federales.
La base del partido era la "organización primaria del partido" (первичная партийная организация) o "célula del partido" (партийная ячейка). Se creaba sin cualquier entidad organizativa, dondequiera que hubiese al menos tres comunistas. El órgano de gestión de una célula era el "buró del partido" (партийное бюро, партбюро). Este partburó era encabezado por los "secretarios del buró" (секретарь партбюро) electos.
En las células más pequeñas del partido, los secretarios eran trabajadores regulares de la correspondiente fábrica, hospital, escuela, etc. Si la organización del partido era lo suficientemente grande, era encabezada por un "secretario liberado" (освобожденный секретарь), cuyo salario estaba a cargo del partido.

### Autoridades republicanas
Los órganos supremos del partido en las repúblicas de la Unión Soviética (entidades subnacionales de primer nivel) eran los Partidos Comunistas de las Repúblicas, que eran un total de 14 por cada una, con excepción de la RSFS de Rusia, que hasta 1990 carecía de partido propio. Estos estaban subordinados al Comité Central del PCUS. Los Congresos de los partidos comunistas republicanos eran electos por las conferencias de los comités regionales de cada república (o conferencias de los comités distritales en caso de que la república administrara directamente los distritos). Durante el tiempo entre sesiones de los congresos republicanos, actuaban los Comités Centrales republicanos (electos por los congresos). Los comités centrales elegían, a su vez, al Primer Secretario republicano. 
| República                         | Rama                                                  |
| --------------------------------- | ----------------------------------------------------- |
| RSFS de Rusia                     | Partido Comunista de la RSFS de Rusia (1990–1991)[16] |
| RSS de Ucrania                    | Partido Comunista de la RSS de Ucrania                |
| RSS de Bielorrusia                | Partido Comunista de la RSS de Bielorrusia            |
| RSS de Uzbekistán                 | Partido Comunista de la RSS de Uzbekistán             |
| RSS de Kazajistán                 | Partido Comunista de la RSS de Kazajistán             |
| RSS de Georgia                    | Partido Comunista de la RSS de Georgia                |
| RSS de Azerbaiyán                 | Partido Comunista de la RSS de Azerbaiyán             |
| RSS de Lituania                   | Partido Comunista de la RSS de Lituania               |
| RSS de Moldavia                   | Partido Comunista de la RSS de Moldavia               |
| RSS de Letonia                    | Partido Comunista de la RSS de Letonia                |
| RSS de Kirguistán                 | Partido Comunista de la RSS de Kirguistán             |
| RSS de Tayikistán                 | Partido Comunista de la RSS de Tayikistán             |
| RSS de Armenia                    | Partido Comunista de la RSS de Armenia                |
| RSS de Turkmenistán               | Partido Comunista de la RSS de Turkmenistán           |
| RSS de Estonia                    | Partido Comunista de la RSS de Estonia                |
| Repúblicas efímeras               | Rama                                                  |
| RASS de Turkestán (1918-1924)     | Buró de Turkestán                                     |
| RSFS de Transcaucasia (1922–1936) | Buró de Transcaucasia                                 |
| RPS de Bujará (1920–1925)         | Partido Comunista de Bujará                           |
| RSS de Corasmia (1920–1925)       | Partido Comunista de Corasmia                         |
| RSS Carelo-Finesa (1940–1956)     | Partido Comunista de la RSS Carelo-Finesa             |
Fuente: Справочник по истории Коммунистической партии и Советского Союза 1898-1991 (Manual sobre la historia del Partido Comunista y la Unión Soviética)

### Autoridades regionales
Los Partidos Comunistas de las Repúblicas estaban subdivididos en los Comités Regionales, uno por cada región (repúblicas autónomas, óblasts, óblasts autónomos y krais), aunque las repúblicas más pequeñas  (RSS de Moldavia, Lituania, Letonia, Estonia y Armenia) carecían de estos, y estaban organizadas por comités distritales administrados directamente por el partido comunista de la república en cuestión. Los órganos supremos de estos eran las Conferencias Regionales, que elegían a los Comités Regionales, y los órganos administrativos de dichos comités eran las secretarías regionales, dirigidas por el Primer Secretario regional, que eran electos por los comités regionales. Los Comités Regionales estaban subordinados al Comité Central de la república respectiva. 

### Autoridades provinciales
Los Comités Provinciales eran los órganos del partido en los okrugs o distritos autónomos, los cuales eran territorios de la RSFS de Rusia habitados por minorías étnicas no rusas. En la jerarquía del partido, tenían un estatus mayor que los comités distritales pero menor que los regionales, y estaban dirigidas por el Primer Secretario del okrug autónomo.

### Autoridades distritales
Los Comités Distritales eran los órganos del partido en los distritos (raiones), que componían a los comités regionales y provinciales. Los Comités Distritales eran electos por las Conferencias Distritales, y dirigían el comité durante el tiempo entre sesiones de estas. Los Comités Distritales eran dirigidos por el Primer Secretario del distrito.

### Autoridades municipales
Los Comités Municipales eran los órganos del partido en las ciudades o pueblos, que componían a los comités distritales. Los Comités Municipales eran electos por las Conferencias Municipales, y dirigían el comité durante el tiempo entre sesiones de estas. Los Comités Municipales eran dirigidos por el Primer Secretario municipal.

### Organizaciones juveniles
La organización juvenil del Partido Comunista era la Unión Comunista de la Juventud (Komsomol), que supervisaba la Organización de Pioneros Vladímir Lenin, formada por niños pequeños.

## Ideología

### Marxismo-leninismo
Artículo principal: Marxismo-leninismo
El marxismo-leninismo fue la piedra angular de la ideología soviética. Explicó y legitimó el derecho del PCUS a gobernar al mismo tiempo que explicaba su papel como partido de vanguardia. Por ejemplo, la ideología explicaba que las políticas del PCUS, aunque fueran impopulares, eran correctas porque el partido era ilustrado. Fue representado como la única verdad en la sociedad soviética; el partido rechazó la noción de verdades múltiples. El marxismo-leninismo se usó para justificar el gobierno del PCUS y la política soviética, pero no se usó como un medio para un fin. La relación entre ideología y toma de decisiones era, en el mejor de los casos, ambivalente; la mayoría de las decisiones políticas se tomaron a la luz del desarrollo continuo y permanente del marxismo-leninismo. El marxismo-leninismo como única verdad no podía, por su propia naturaleza, quedar obsoleto.
A pesar de haber evolucionado a lo largo de los años, el marxismo-leninismo tenía varios principios centrales. El principio principal era el estado del partido como el único partido gobernante. La Constitución de 1977 se refirió al partido como "La fuerza dirigente y rectora de la sociedad soviética, y el núcleo de su sistema político, de todas las organizaciones estatales y públicas, es el Partido Comunista de la Unión Soviética". El socialismo de Estado era fundamental y desde Stalin hasta Gorbachov, el discurso oficial consideraba que la actividad social y económica privada retardaba el desarrollo de la conciencia colectiva y de la economía. Gorbachov apoyó la privatización hasta cierto punto, pero basó sus políticas en las opiniones de Lenin y Nikolái Bujarin sobre la Nueva Política Económica de la década de 1920, y apoyó la propiedad estatal completa sobre las alturas dominantes de la economía. A diferencia del liberalismo, el marxismo-leninismo enfatizó el papel del individuo como miembro de un colectivo en lugar de la importancia del individuo. Los individuos sólo tenían derecho a la libertad de expresión si ésta salvaguardaba los intereses de un colectivo. Por ejemplo, la Constitución de 1977 establecía que toda persona tenía derecho a expresar su opinión, pero la opinión solo podía expresarse si estaba de acuerdo con los "intereses generales de la sociedad soviética". número de derechos otorgados a un individuo era decidido por el estado, y el estado podía eliminar estos derechos si lo consideraba conveniente. El marxismo-leninismo soviético justificaba el nacionalismo; los medios soviéticos retrataron cada victoria del estado como una victoria para el movimiento comunista en su conjunto. En gran parte, el nacionalismo soviético se basó en el nacionalismo étnico ruso. El marxismo-leninismo destacó la importancia del conflicto mundial entre el capitalismo y el socialismo; la prensa soviética escribió sobre fuerzas progresistas y reaccionarias mientras afirmaba que el socialismo estaba al borde de la victoria y que las "correlaciones de fuerzas" estaban a favor de la Unión Soviética. La ideología profesaba el ateísmo estatal y, en consecuencia, a los miembros del partido no se les permitía ser religiosos.
El marxismo-leninismo creía en la viabilidad de un modo de producción comunista. Todas las políticas eran justificables si contribuían al logro de esa etapa por parte de la Unión Soviética.

#### Leninismo
Artículo principal: Leninismo
En la filosofía marxista, el leninismo es el cuerpo de teoría política para la organización democrática de un partido revolucionario de vanguardia y el logro de una dictadura del proletariado como preludio político para el establecimiento del modo de producción socialista desarrollado por Lenin. Dado que Karl Marx rara vez, si es que alguna vez escribió sobre cómo funcionaría el modo de producción socialista, estas tareas quedaron para que las resolviera Lenin. La principal contribución de Lenin al pensamiento marxista es el concepto del partido de vanguardia de la clase obrera. Concibió el partido de vanguardia como una organización centralizada muy unida que estaba dirigida por intelectuales en lugar de por la propia clase trabajadora. El PCUS estaba abierto solo a un pequeño número de trabajadores porque los trabajadores en Rusia aún no habían desarrollado una conciencia de clase y necesitaban ser educados para alcanzar tal estado. Lenin creía que el partido de vanguardia podía iniciar políticas en nombre de la clase obrera incluso si la clase obrera no las apoyaba. El partido de vanguardia sabría lo que era mejor para los trabajadores porque los funcionarios del partido habían tomado conciencia.
Lenin, a la luz de la teoría del Estado de Marx (que ve al Estado como un órgano opresivo de la clase dominante), no tuvo reparos en forzar el cambio en el país. Consideraba que la dictadura del proletariado, más que la dictadura de la burguesía, era la dictadura de la mayoría. Los poderes represivos del estado debían usarse para transformar el país y despojar a la antigua clase dominante de su riqueza. Lenin creía que la transición del modo de producción capitalista al modo de producción socialista duraría mucho tiempo. Según algunos autores, el leninismo fue por definición autoritario. A diferencia de Marx, quien creía que la revolución socialista comprendería y sería dirigida únicamente por la clase trabajadora, Lenin argumentó que una revolución socialista no necesariamente tenía que ser dirigida o estar compuesta únicamente por la clase trabajadora. En cambio, dijo que una revolución debía ser dirigida por las clases oprimidas de la sociedad, que en el caso de Rusia era la clase campesina.

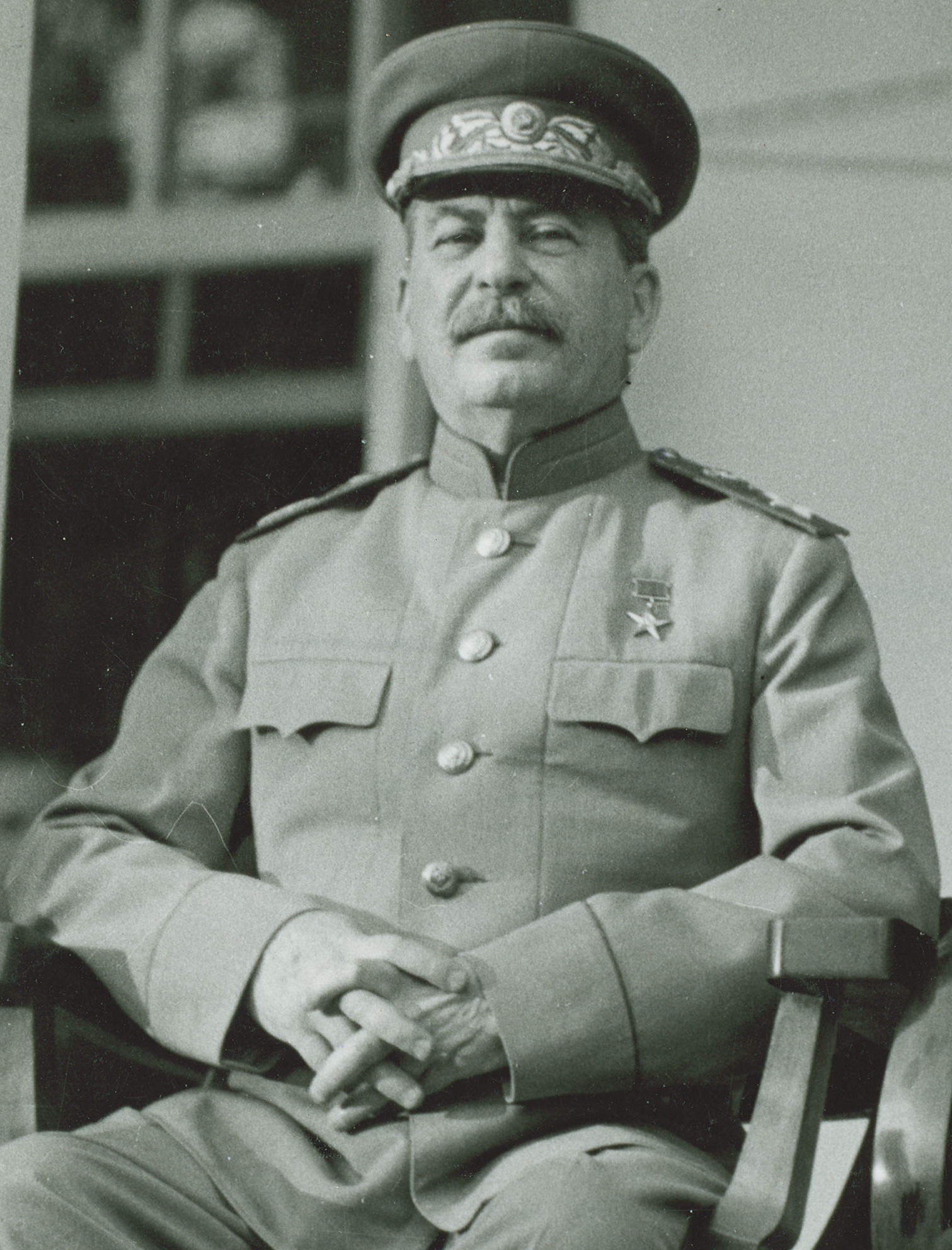
Iósif Stalin (1878-1953)

#### Estalinismo
Artículo principal: Estalinismo
 

El estalinismo, aunque no es una ideología per se, se refiere a los pensamientos y políticas de Stalin. La introducción por parte de Stalin del concepto "Socialismo en un solo país" en 1924 fue un momento importante en el discurso ideológico soviético. Según Stalin, la Unión Soviética no necesitaba una revolución mundial socialista para construir una sociedad socialista. Cuatro años más tarde, Stalin inició su "Segunda Revolución" con la introducción del socialismo de estado y la planificación central. A principios de la década de 1930, inició la colectivización de la agricultura soviética, desprivatizando la agricultura y creando cooperativas campesinas en lugar de dejarla bajo la responsabilidad del estado. Con el inicio de su "Segunda Revolución", Stalin lanzó el "Culto a Lenin", un culto a la personalidad centrado en sí mismo. El nombre de la ciudad de Petrogrado se cambió a Leningrado, la ciudad natal de Lenin, Simbirsk, pasó llamarse Uliánovsk (apellido de nacimiento de Lenin), la Orden de Lenin se convirtió en el premio estatal más importante y se colgaron retratos de Lenin en plazas públicas, lugares de trabajo y en otros lugares. La creciente burocracia que siguió a la introducción de una economía socialista de estado estaba en completo desacuerdo con la noción marxista de "la desaparición del estado". Stalin explicó el razonamiento detrás de esto en el XVI Congreso celebrado en 1930; 
Defendemos el fortalecimiento de la dictadura del proletariado, que representa la autoridad más poderosa y poderosa de todas las formas de Estado que jamás haya existido. El más alto desarrollo del poder del Estado para la extinción del poder del Estado: esta es la fórmula marxista. ¿Es esto contradictorio? Sí, es contradictorio. Pero esta contradicción brota de la vida misma y refleja completamente la dialéctica marxista.
En el XVIII Congreso de 1939, Stalin abandonó la idea de que el Estado desaparecería. En su lugar, expresó su confianza en que el estado existiría, incluso si la Unión Soviética llegara al comunismo, mientras estuviera rodeada por el capitalismo. Se crearon dos conceptos clave en la segunda mitad de su gobierno; la teoría de los "dos campos" y la teoría del "cerco capitalista". La amenaza del capitalismo se usó para fortalecer los poderes personales de Stalin y la propaganda soviética comenzó a establecer un vínculo directo con Stalin y la estabilidad en la sociedad, diciendo que el país se derrumbaría sin el líder. Stalin se desvió mucho del marxismo clásico.sobre el tema de los "factores subjetivos"; Stalin dijo que los miembros del partido de todos los rangos tenían que profesar una adhesión fanática a la línea e ideología del partido, de lo contrario, esas políticas fracasarían.

## Membresía

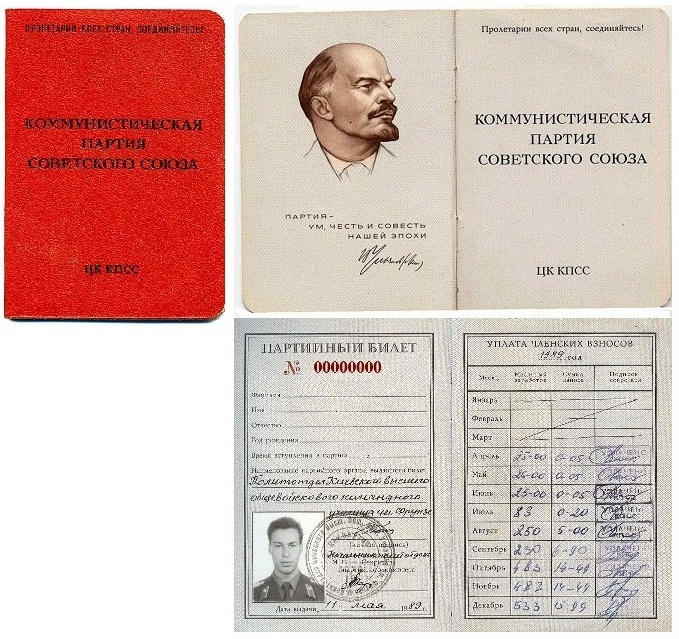
Carnet de militante del PCUS, fechado en 1989.

Para participar en el Partido Comunista era necesario la recomendación de dos miembros del mismo que tuvieran experiencia partidaria de por lo menos un año. Luego de la aprobación de estas recomendaciones, el aspirante se convertía en un candidato a miembro del PCUS y se le concedía la tarjeta de candidato. Finalmente, después de pasar el período de prueba de calificación el candidato podía ser definitivamente admitido en el partido.
A lo largo de su historia, la cantidad de recomendaciones exigidas fue cambiando y, entre 1920 y 1940 podía depender de la condición social (dos, tres o cinco recomendaciones) y la duración del período de prueba podía ser variada (uno, dos o tres años).
Todos los miembros y candidatos del PCUS debían pagar una serie de cuotas mensuales en función de su situación personal.
En 1918, el número de militantes del PCR(b) era de alrededor 200.000 personas y, tras la muerte de Lenin en 1924, Stalin promovió la conocida campaña "Leva de Lenin", en la que se restringieron los requisitos de entrada y se reclutaron a una gran cantidad de trabajadores y campesinos, pasando de 386.000 militantes en 1923 a 736.000 en 1924. Hacia 1933, el número de miembros y suplentes del partido era de aproximadamente 3,5 millones de personas.
En relación con el gran número de miembros del PCUS (que según los datos de 1986, estaba compuesto por 19 millones de personas, o aproximadamente el 10% de la población adulta de la Unión Soviética), la mayor parte de ellos eran comunistas ordinarios que no tenían ningún beneficio o privilegio. En su composición social, el 44% de los miembros del PCUS eran trabajadores industriales y el 12% eran granjeros colectivos. 
La peculiaridad del PCUS era su estructura organizativa. Era compuesto por los partidos comunistas de 14 de las 15 repúblicas soviéticas, pero la RSFS de Rusia, que era la mayor de las repúblicas, no tenía Partido propio y las organizaciones del PCUS en su territorio se sometían a la autoridad directa del Comité Central del PCUS, y solo ya en 1990 se estableció el Partido Comunista de la RSFS de Rusia. Sin embargo, después del intento de golpe de agosto de 1991 fue disuelto por el decreto del presidente de la RSFSR Borís Yeltsin, siendo restablecido como el Partido Comunista de la Federación Rusa en 1993.

## Propaganda
El papel principal en la difusión de la propaganda del partido fue llevada a cabo tanto por la televisión y el cine como por los periódicos que gozaron de gran popularidad en la Unión Soviética.
La publicación oficial del Comité Central era el periódico Pravda, uno de los principales diarios de circulación nacional de la Unión Soviética, junto con el periódico oficial del Sóviet Supremo, Izvestia, el diario sindical Trud (periódico) y otros periódicos.
Siguiendo el modelo del periódico Pravda se fundaron muchos otros periódicos populares, como el diario del Komsomol, Komsomólskaya Pravda, el de la organización de pioneros, Pionérskaya Pravda y varios periódicos regionales (republicanos, óblasts, ciudades, etc.).

## Razones de su desaparición

### Vista occidental
Hubo pocos, si es que hubo alguno, que creyeron que la Unión Soviética estaba al borde del colapso en 1985. La economía estaba estancada, pero lo suficientemente estable como para que la Unión Soviética continuara en el siglo XXI. La situación política estaba tranquila debido a veinte años de represión sistemática contra cualquier amenaza al país y el gobierno de un solo partido, y la Unión Soviética estaba en su apogeo de influencia en los asuntos mundiales. Las causas inmediatas de la disolución de la Unión Soviética fueron las políticas y pensamientos de Mijaíl Gorbachov, el secretario general del PCUS. Sus políticas de perestroika y glásnost intentaron revitalizar la economía soviética y la cultura social y política del país. A lo largo de su gobierno, puso más énfasis en la democratización de la Unión Soviética porque creía que había perdido su legitimidad moral para gobernar. Estas políticas llevaron al colapso de los regímenes comunistas en Europa del Este e indirectamente desestabilizaron el control de Gorbachov y del PCUS sobre la Unión Soviética. Archie Brown dijo:
Las expectativas de los lituanos, estonios y letones, sobre todo de nuevo, aumentaron enormemente por lo que vieron que sucedía en el "imperio exterior" [Europa del Este], y empezaron a creer que podían salir del "imperio interior". En verdad, una Unión Soviética democratizada era incompatible con la negación de la independencia de los estados bálticos pues, en la medida en que esas repúblicas soviéticas se democratizaran, se haría cada vez más evidente su oposición a permanecer en una entidad política cuyo centro fuera Moscú. Sin embargo, no estaba predeterminado que toda la Unión Soviética se desintegraría.
Sin embargo, Brown dijo que el sistema no necesitaba colapsar o hacerlo de la forma en que lo hizo. La democratización desde arriba debilitó el control del partido sobre el país y lo puso a la defensiva. Brown agregó que un líder diferente a Gorbachov probablemente habría oprimido a la oposición y continuado con la reforma económica. No obstante, Gorbachov aceptó que el pueblo buscó un camino diferente y consintió en la disolución de la Unión Soviética en 1991. Dijo que debido a su colapso pacífico, la caída del comunismo soviético es "una de las grandes historias de éxito de política del siglo XX". Según Lars T. Lih, la Unión Soviética colapsó porque la gente dejó de creer en su ideología. Escribió:
Cuando en 1991 la Unión Soviética se derrumbó no con un estruendo sino con un gemido, este resultado inesperado fue en parte el resultado de los desencantos previos de la narrativa del liderazgo de clase. La Unión Soviética siempre se había basado en la ferviente creencia en esta narrativa en sus diversas permutaciones. Cuando se disolvió el poder vinculante de la narrativa, se disolvió la propia Unión Soviética.

### Según el Partido Comunista de China
Las primeras investigaciones sobre el colapso de la Unión Soviética y el Bloque del Este fueron muy simples y no tuvieron en cuenta varios factores. Sin embargo, estos exámenes se hicieron más avanzados en la década de 1990 y, a diferencia de la mayoría de los académicos occidentales, que se centran en el papel de Gorbachov y sus esfuerzos de reforma, el Partido Comunista de China (PCCh) examinó "problemas centrales (políticos) de vida o muerte" para que pueda aprender de ellos y no cometer los mismos errores. Tras la desaparición del PCUS y el colapso de la Unión Soviética, el análisis del PCCh comenzó a examinar las causas sistemáticas. Varios altos funcionarios del PCCh comenzaron a elogiar el gobierno de Jruschov, diciendo que él fue el primer reformador y que si hubiera continuado después de 1964, la Unión Soviética no habría presenciado el comienzo de la era del estancamiento bajo Brézhnev y continuado bajo Yuri Andrópov y Konstantín Chernenko. El principal fracaso económico fue que el liderazgo político no persiguió ninguna reforma para abordar el malestar económico que se había apoderado del país, descartando ciertas técnicas como capitalistas y nunca desenredando la economía planificada del socialismo. Xu Zhixin del Instituto CASS de Europa del Este, Rusia y Asia Central, argumentó que los planificadores soviéticos pusieron demasiado énfasis en la industria pesada, lo que condujo a la escasez de bienes de consumo. A diferencia de sus homólogos, Xu argumentó que la escasez de bienes de consumo no fue un error sino "una característica del sistema planificada conscientemente". Otros fracasos del PCUS fueron la aplicación de la política de socialismo de estado, el alto gasto en el complejo militar-industrial, una base impositiva baja y el subsidio de la economía. El PCCh argumentó que cuando Gorbachov llegó al poder e introdujo sus reformas económicas, fueron "demasiado pequeñas, demasiado tardías y demasiado rápidas".
En mi opinión, la causa fundamental de los cambios drásticos en la Unión Soviética y los países de Europa del Este a fines de la década de 1980 y principios de la de 1990 fue la pérdida de dinamismo del modelo socialista soviético de Stalin... Las desventajas de este modelo fueron institucionales y fundamentales: ni una sola reforma después de la muerte de Stalin trajo cambios fundamentales al modelo socialista soviético de Stalin. Este modelo, con sus problemas y contradicciones que se acumulaban día a día, estaba finalmente en crisis, y los pueblos de la Unión Soviética y Europa del Este perdieron su confianza en él. La [única] salida era abandonar el modelo socialista soviético-estalinista y buscar otro camino para el desarrollo social.

— Lu Nanqun, sovietólogo de CASS.
Si bien la mayoría de los investigadores del PCCh critican las políticas económicas del PCUS, muchos han criticado lo que ven como "totalitarismo soviético". Acusan a Iósif Stalin de crear un sistema de terror masivo, intimidación, anular el componente democrático del centralismo democrático y enfatizar el centralismo, lo que condujo a la creación de una dictadura interna del partido. Otros puntos fueron el nacionalismo ruso, la falta de separación entre las burocracias del partido y del estado, la supresión de las etnias no rusas, la distorsión de la economía a través de la introducción de la sobrecentralización y la colectivización de la agricultura. Según el investigador del PCCh Xiao Guisen, las políticas de Stalin condujeron a "un crecimiento económico atrofiado, una estrecha vigilancia de la sociedad, una falta de democracia en la toma de decisiones, una ausencia del estado de derecho, la carga de la burocracia, la alienación del PCUS de las preocupaciones de la gente y una acumulación de tensiones étnicas". También se criticó el efecto de Stalin sobre la ideología; varios investigadores acusaron a sus políticas de ser "izquierdistas", "dogmáticas" y una desviación "del verdadero marxismo-leninismo". Se le critica por iniciar la "bastardización del leninismo", por desviarse del verdadero centralismo democrático estableciendo un gobierno de un solo hombre y destruyendo toda consulta interna del partido, por malinterpretar la teoría del imperialismo de Lenin y por apoyar movimientos revolucionarios extranjeros sólo cuando la Unión Soviética podría sacar algo de eso. Yu Sui, un teórico del PCCh, dijo que "¡el colapso de la Unión Soviética y el PCUS es un castigo por sus errores pasados!". De manera similar, Leonid Brézhnev, Mijaíl Súslov, Alekséi Kosiguin y Konstantín Chernenko han sido criticados por ser "dogmáticos, anquilosados, inflexibles, [por tener] una ideología y un pensamiento burocráticos", mientras que Yuri Andrópov es descrito por algunos con el potencial de convertirse en un nuevo Jruschov si no hubiera muerto antes de tiempo.
Si bien el PCCh está de acuerdo con la evaluación de Gorbachov de que el PCUS necesitaba una reforma interna, no están de acuerdo en cómo se implementó, criticando su idea de "socialismo humanista y democrático", de negar el papel dirigente del PCUS, de negar el marxismo, de negar el análisis de las contradicciones de clase y la lucha de clases, y de negar el "objetivo socialista último de realizar el comunismo". A diferencia de otros líderes soviéticos, Gorbachov es criticado por seguir políticas reformistas equivocadas y por ser demasiado flexible y demasiado derechista. El Departamento de Organización del PCCh dijo: "Lo que en realidad hizo Gorbachov no fue transformar el PCUS con principios correctos; de hecho, el Partido Comunista Soviético necesitaba una transformación" —pero en cambio, paso a paso, y en última instancia, erosionó el dominio del partido gobernante en los aspectos ideológico, político y organizativo".
El PCUS también fue criticado por no tener suficiente cuidado en la construcción de la organización primaria del partido y por no tener democracia interna en el partido. Otros, más radicalmente, están de acuerdo con la evaluación de Milovan Đilas, diciendo que se estableció una nueva clase dentro de la dirección del partido central del PCUS y que se había desarrollado una "clase corrupta y privilegiada" debido al sistema de nomenklatura. Otros criticaron los privilegios especiales otorgados a la élite del PCUS, el sistema de nomenklatura—que según algunos había decaído continuamente desde el régimen de Stalin—y la relación entre el ejército soviético y el PCUS. A diferencia de China, el ejército soviético era una institución estatal, mientras que en China es una institución del partido (y del estado). El PCCh critica al PCUS por perseguir al imperialismo soviético en su política exterior.

## Convenciones (1917-1991)
| Reunión                                  | Fecha                                  | Delegados votantes + no votantes | Notas |
| ---------------------------------------- | -------------------------------------- | -------------------------------- | --- |
| VII Conferencia Panrusa del POSDR(b)     | 7–12 de mayo de 1917                   | 131 + 18                         | |
| VI Congreso de la RSDRP(b)               | 8–16 de agosto de 1917                 | 157 + 110                        | |
| VII Congreso extraordinario de la PCR(b) | 6–8 de marzo de 1918                   | 47 + 59                          | |
| VIII Congreso del PCR(b)                 | 18–23, de marzo de 1919                | 301 + 102                        | |
| VIII Conferencia Panrusa del PCR(b)      | 2–4 de diciembre de 1919               | 45 + 73                          | |
| IX Congreso del PCR(b)                   | 29 de marzo – 5 de abril de 1920       | 554 + 162                        | |
| IX Conferencia Panrusa del PCR(b)        | 22–25 de septiembre de 1920            | 116 + 125                        | |
| X Congreso del PCR(b)                    | 8–16 de marzo de 1921                  | 694 + 296                        | Se prohíben formalmente las facciones dentro del Partido Comunista.                                                    |
| X Conferencia Panrusa del PCR(b)         | 26–28 de mayo de 1921                  | 239                              | |
| XI Congreso del PCR(b)                   | 27 de marzo – 2 de abril de 1922       | 522 + 165                        | |
| XI Conferencia Panrusa del PCR(b)        | 4–7 de agosto de 1922                  | 129 + 92                         | |
| XII Congreso del PCR(b)                  | 17–25 de abril de 1923                 | 409 + 417                        | |
| XIII Conferencia Panrusa del PCR(b)      | 16–18 de enero de 1924                 | 128 + 222                        | |
| XIII Congreso del PCR(b)                 | 23–31 de mayo de 1924                  | 748 + 416                        | |
| XIV Conferencia Panrusa del PCR(b)       | 27–29 de abril de 1925                 | 178 + 392                        | |
| XIV Congreso del PCU(b)                  | 18–31 de diciembre de 1925             | 665 + 641                        | Se renombra el partido para "Partido Comunista de toda la Unión (bolchevique)."                                        |
| XV Conferencia del PCU(b)                | 26 de octubre – 3 de noviembre de 1926 | 194 + 640                        | |
| XV Congreso del PCU(b)                   | 2–19 de diciembre de 1927              | 898 + 771                        | |
| XVI Conferencia del PCU(b)               | 23–29 de abril de 1929                 | 254 + 679                        | |
| XVI Congreso del PCU(b))                 | 26 de junio – 13 de julio de 1930      | 1268 + 891                       | |
| XVII Conferencia del PCU(b)              | 30 de enero – 4 de febrero de 1932     | 386 + 525                        | |
| XVII Congreso del PCU(b)                 | 26 de enero – 10 de febrero de 1934    | 1225 + 736                       | El llamado "Congreso de los vencedores".                                                                               |
| XVIII Congreso del PCU(b)                | 10–21 de marzo de 1939                 | 1569 + 466                       | |
| XVIII Conferencia del PCU(b)             | 15–20 de febrero de 1941               | 456 + 138                        | |
| XIX Congreso del PCUS                    | 5–14 de octubre de 1952                | 1192 + 167                       | Se renombra el partido para "Partido Comunista de la Unión Soviética".                                                 |
| XX Congreso del PCUS                     | 14–25 de febrero de 1956               | 1355 + 81                        | Muchos delegados escuchan el llamado "discurso secreto" de N. S. Jrushchov.                                            |
| XXI Congreso extraordinario del PCUS     | 27 de enero – 5 de febrero de 1959     | 1269 + 106                       | Cronometrado para ayudar a la consolidación de Jrushchov en el poder tras la derrota del llamado "Grupo Anti-Partido." |
| XXII Congreso del PCUS                   | 17–31 de octubre de 1961               | 4394 + 405                       | |
| XXIII Congreso del PCUS                  | 29 de marzo – 8 de abril de 1966       | 4620 + 323                       | |
| XXIV Congreso del PCUS                   | 30 de marzo – 9 de abril de 1971       | 4740 + 223                       | |
| XXV Congreso del PCUS                    | 24 de febrero – 5 de marzo de 1976     | 4998                             | |
| XXVI Congreso del PCUS                   | 23 de febrero – 3 de marzo de 1981     | 5002                             | |
| XXVII Congreso del PCUS                  | 25 de febrero – 6 de marzo de 1986     | 5000                             | |
| XXVIII Congreso del PCUS                 | 2–13 de julio de 1990                  |                                  | Abolición del monopolio político del partido. Borís Yeltsin se separa del PCUS. Último congreso.                       |

Fuente: A.A. Soloviov, Syezdy i konferéntsii KPSS: Správochnik. ("Congresos y conferencias del PCUS: manual.") Moscú: Politizdat, 1986. Todas las fechas en el nuevo calendario.